# ROBOTOPS
ROBOTOPS（ロボトプス）とは、タダノが開発した四足歩行型双腕ロボット。名前の由来は「ロボット」と恐竜の名前に多く使用される「○○トプス」を組み合わせた造語。4本の足と、2本の腕、およびクローラを持ち、関節自由度は合計で29あるという。これにより、通常のクレーンでは実現できない動きが可能になったという。また、計3台のCCDカメラを内蔵、それによってジョイスティックを使用した遠隔操作も可能になっているその他、ロボットの移動には、岡山大学と共同開発した「移動制御システム」を搭載している。